# Óxido de cromo(II)
El Óxido de cromo(II) (CrO) u óxido hipocromoso es un compuesto inorgánico de cromo y oxígeno. Los hipofosfitos pueden reducir el óxido de cromo(III) a óxido de cromo(II):
H3PO2 + 2 Cr2O3 → 4 CrO + H3PO4
Rápidamente es oxidizada por la atmósfera.

## Obtención
Se obtiene por oxidación de la amalgama cromo CrHg3 CrHg con ácido nítrico, o oxígeno.
2CrHg3 + O2 = 2CrO + 6Hg
2CrHg + O2 = 2CrO + 2Hg
O reducción de óxido de cromo(III)  :
H3PO2 + 2Cr2O3 → 4CrO + H3PO4
También se puede obtener mediante la descomposición térmica de carbonilo Cr(CO)6

## Propiedades químicas
A 100 °C se transforma en Cr2O3 :
4CrO + O2 = 2Cr2O3
Con hidrógeno se reduce a cromo metálico a 1000 °C:
CrO + H2 = Cr + H2O
También puede reducir con carbono:
CrO + C = Cr + CO
Se disuelve en ácido clorhídrico con desprendimiento de hidrógeno y cloruro de cromo(III) . No es soluble ni en ácido nítrico ni en sulfúrico diluido.